# Bowbank
Bowbank – wieś w Anglii, w hrabstwie Durham. Leży 39 km na południowy zachód od miasta Durham i 368 km na północ od Londynu.